# 차즈케

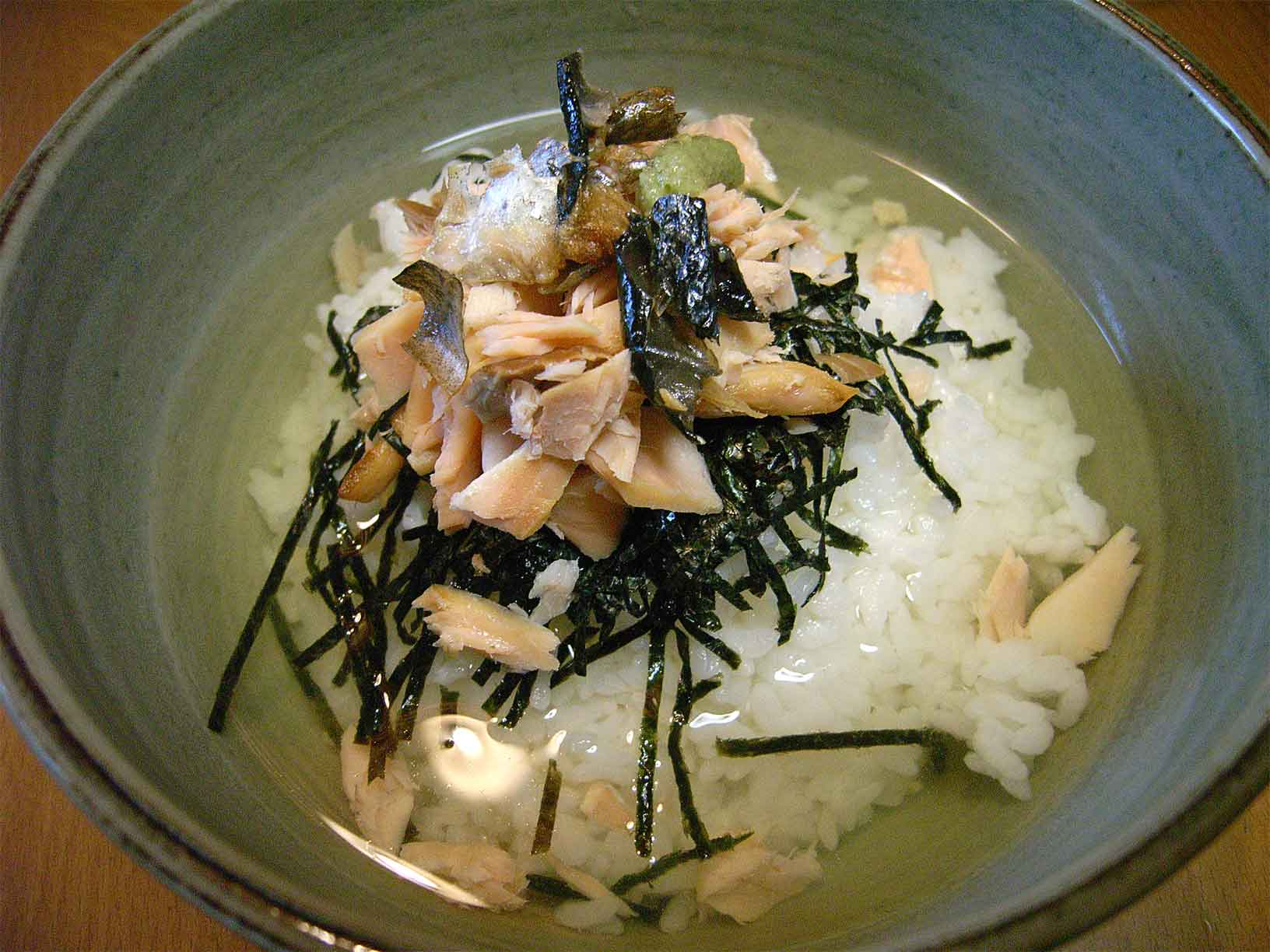
차즈케

차즈케(일본어: 茶漬け 자즈케[*])는 밥에 차를 부은 일본 요리이다. 요리 이름이 아닌 차를 밥에 부어먹는 식사법 그 자체를 가리키기도 한다. 높임말 표현으로는 오차즈케(일본어: お茶漬け)라고 부르며, 한국에서는 이쪽 이름으로 널리 알려져 있다. 경우에 따라서는 차가 아닌 그냥 따뜻한 물(일본어: 白湯 시라유[*])를 부은 걸 차즈케라고 칭하기도 하지만, 이런 물밥은 유즈케 (일본어: 湯漬け)라고 따로 구별한다.
지어둔 맨밥에 물이나 국물을 부어 말아먹는 방식은 한국을 비롯해 쌀을 주식으로 하는 지역이라면 흔히 보이지만, 찻물을 부어 먹는 방식은 일본 이외에는 찾아보기 힘들다. 일본에서는 차죽이라고 해서, 야마토 시대로 거슬러 올라가는 굉장히 오래된 요리이기도 하다.
요리법에 따라서는 찻물이 아닌 다시 (국물)를 붓는 것, 더 나아가 국물류를 넣은 요리까지도 폭넓게 잡아 '차즈케'라 부르는 경우도 있다.

## 개요
일본어 사전 《고지엔》에 의하면 '차즈케'는 "밥에 뜨거운 차를 부은 것. 차 담근 밥." (飯に熱い茶をかけたもの。茶漬飯)으로 정의되어 있다. 차즈케에 들어가는 차의 종류로는 녹차, 호지차, 번차 (番茶), 말차 등 일본인들이 주로 마시는 녹차가 해당되지만 최근에는 우롱차 등의 다른 차를 사용하기도 한다. 심지어는 다시마차 등 이름만 '차'고 차나무를 원료로 하지 않는 것들을 부을 때도 있다. 또한 차의 온도가 항상 높아야 하는 것은 아니며, 여름철 같이 더운 날씨에는 냉차를 붓는 경우도 있다.
차가 아니라 아예 국물을 붓고서 '차즈케'라 부를 때도 있다. 특히 쌀밥에 다시 (우린 국물)를 부어 먹는 방법이 일본에서는 예로부터 전해지는 방법이다. 이 같은 유형의 '차즈케'는 호쿠에쓰 지방에서 주로 먹기 때문에, 다시를 부은 차즈케는 '에치고차즈케' (越後茶漬け)라는 별칭도 있다. 하지만 일반적으로는 '다시차즈케' (出汁茶漬け), 더 줄여서 그냥 '차즈케'라 칭하는 경우가 많다. 꼭 다시에 한정하지 않고 갖가지 국물을 부어 먹는 차즈케도 많으며 여기에는 별다른 명칭이 붙어있지 않다. 정리하자면 차즈케는 꼭 찻물만을 붓는 것이 아니라 맑은 국물을 붓기도 하며, 찻물이라면 녹차나 호지차인 경우가 대다수라는 것이다.
에도 시대 중반부터는 차즈케 위에 여러 가지 고명을 얹는 방식이 널리 퍼졌으며, 오늘날 일본에서도 이어지고 있는 식사법이기 때문에 차즈케라고 하면 이 고명을 얹어 내는 경우가 종종 있다. 고명의 종류는 먹는 사람의 취향에 달렸지만, 보통은 우메보시나 쓰케모노(절임), 연어와 노리(김), 쓰쿠다니(조림), 시오카라(젓갈), 와사비, 멘타이코(명란젓), 연어알 등이 올라가며 심지어는 참치 등의 회를 올리기도 한다. 장어구이를 올린 차즈케도 있는데, 나고야의 장어덮밥인 히쓰마부시는 먹는 도중에 차를 부어 차즈케처럼 만들어 먹으며, 이 역시 차즈케의 범주에 속하는 것으로 보기도 한다. 한편으로 고명을 얹지 않고 그냥 반찬을 곁들여 먹는 식사법도 존재한다.
오늘날 일본에서 차즈케는 언제 어느때나 먹을 수 있는 요리로 자리잡았다. 간편한 조리법 덕에 간식으로 사랑받고 있는 것은 물론, 호화로운 상차림을 받은 뒤 입가심 요리, 또 산악 등반 시에 먹는 음식으로도 오랫동안 사랑 받고있다. 뿐만 아니라 밥솥에 좀 오래 두었던 밥을 처리해야 할 때, 식어서 딱딱해진 밥을 최대한 맛있게 먹기 위해 차즈케로 만들며, 아예 밥만 따로 퍼서 보온해 놓은 뒤 뜨거운 차를 부어먹는 사람도 있다.
차즈케를 한국어로 '차죽'이라 부르는 경우가 있는데, 차즈케는 이미 지은 쌀에 차나 국물을 부어 먹는 것이기에 처음부터 물을 부어 끓여 만들어야 하는 죽과는 다른 요리이다. 특히 일본에서는 '차죽' (ちゃがゆ)이라고 해서 정말로 찻물로 죽을 쑤는 요리도 있으므로 구분이 필요하다. '차밥'이라 칭하는 경우도, 일본에서는 소량의 찻물에 소금을 뿌려 그걸로 지은 밥을 '차밥' (茶飯)이라 부르기 때문에 적절하지 않은 명칭이다.

## 역사

### 유즈케
밥에 물이나 탕, 국물을 붓는 식사법은 일본에 벼농사와 쌀 문화가 전파되면서 함께 시작된 것으로 보이지만 당시 정확한 기록은 발견되지 않았으며 언제부터 시작되었는지 확실치 않다. 그러나 아스카 시대에 을사의 변을 앞두고 소가노 이루카를 암살하라는 명령을 받은 자가 궁중으로 향하기 전에 물을 부은 밥을 넘겼다는 일화가 있어, 그 역사가 오래되었음을 알 수 있다. 헤이안 시대에 들어서면서부터는 《마쿠라노소시》나 《겐지모노가타리》 등의 문학 작품에서도 유즈케 (물에 만 밥)이 등장하는데, 특히 찬물에 만 밥을 '수반' (水飯)이라고 칭하며 《겐지모노가타리》의 주인공 히카루 겐지가 먹었다는 묘사가 나온다. 《곤자쿠모노가타리슈》나 《우지슈이모노가타리》에서는 비만 때문에 고생하던 후지와라노 아사히라 (藤原朝成)가 유즈케와 수반을 접하게 된 일화가 전해진다. 후지와라가 의사에게 어떻게 하면 체중을 감량할 수 있느냐고 물었더니 유즈케와 수반을 먹고 식사량을 줄이는 법을 추천하였는데, 은어 나레즈시와 오이말랭이와 함께 수반을 먹었다가 맛이 너무 좋아 오히려 과식해버려 살이 더 쪄버렸다고 한다.
유즈케와 수반을 널리 먹게 된 계기는 환경적인 요인도 있다. 당시 일본에서는 지은 밥을 나무밥통에 옮겨담아 먹는 것이 보통이었고, 오늘날처럼 밥을 보온하는 기술은 전무하였으며 갓 지은 밥도 일부러 둬서 식혀 먹는 편이었다. 이렇게 찬밥으로 놔두면 녹말이 건조해지면서 갓 지은 식감이 사라지게 된다. 그렇기 때문에 식은 밥을 좀 더 맛있게 만들기 위해서, 특히 뜨거운 물을 부어 밥을 데우거나 촉촉하게 만드는 데 있어 유즈케라는 방식이 적합했던 것이다. 상하기 직전의 밥이더라도 일단 온수를 부으면 먹을 만해졌기에 경제적으로도 효과적이었다는 시각도 있다. 이 같은 유즈케는 가마쿠라 시대부터 전국 시대 말까지, 특히 겨울철이 되면 무사들이 물에 만 밥을 많이 먹었다고 전해진다.
유즈케와 수반은 비천한 사람만이 먹던 요리는 아니었던 것으로 보인다. 쇼군 자리에 올랐던 아시카가 요시마사도 물로 씻은 밥에 다시마와 표고버섯을 우린 진한 국물을 부어 먹기 (요즘으로 치면 다시차즈케)를 즐겨 했다고 전해진다. 또 전국 시대를 평정한 오다 노부나가 역시 빠르게 먹을 수 있는 유즈케를 좋아했으며, 출진하기 전에 유즈케를 먹었다는 이야기가 전해져 내려온다.

### 차즈케의 출현
차즈케는 번차와 전차 (煎茶)가 보급되고, 차가 서민의 기호품으로 자리잡은 에도시대 중반 이후부터 생겨난 것으로 알려져 있다. 전차에는 소량의 글루타민산 나트륨 (감칠맛 성분)이 들어 있으며, 전차 특유의 향 때문에 맹물을 부은 유즈케보다 맛이 좋았다. 다만 서민들에게는 전차보다는 번차를 부은 것이 일반적이었다고 한다.
보다 직접적인 기원으로는 가게에서 고용한 인부들이 일하는 도중에 식사를 매우 신속하게 끝마치기 위해 고안한 식사법이라는 설이 있다. 당시 인부들은 하루종일 노동으로 시간을 보냈으며, 식사 시간도 윗사람이 통제하고 있었기 때문에 이러한 식사 형태가 자연스레 발생하게 된 것이다. 삯받이꾼들에게 주는 검소한 상차림 중에서 츠게모노 (절임)는 거의 유일하게 얼마든지 먹을 수 있었던 반찬이었으며, 거대한 크기의 대발에다 산더미처럼 담아주는 경우가 많았는데 이 점도 차즈케라는 식사법에 영향을 준 것으로 추측된다. 지금처럼 갓 지은 밥을 보온하는 기술이 전무했던 시대사정도 있었기 때문에, 식어 버린 밥을 맛있게 먹기 위한 수단으로, 또 신속하게 식사를 끝마치기 위한 수단으로라도, 유즈케는 물론 차즈케는 그 편리성 면에서 굉장히 소중한 배급 방식이었다.

### 인스턴트 차즈케

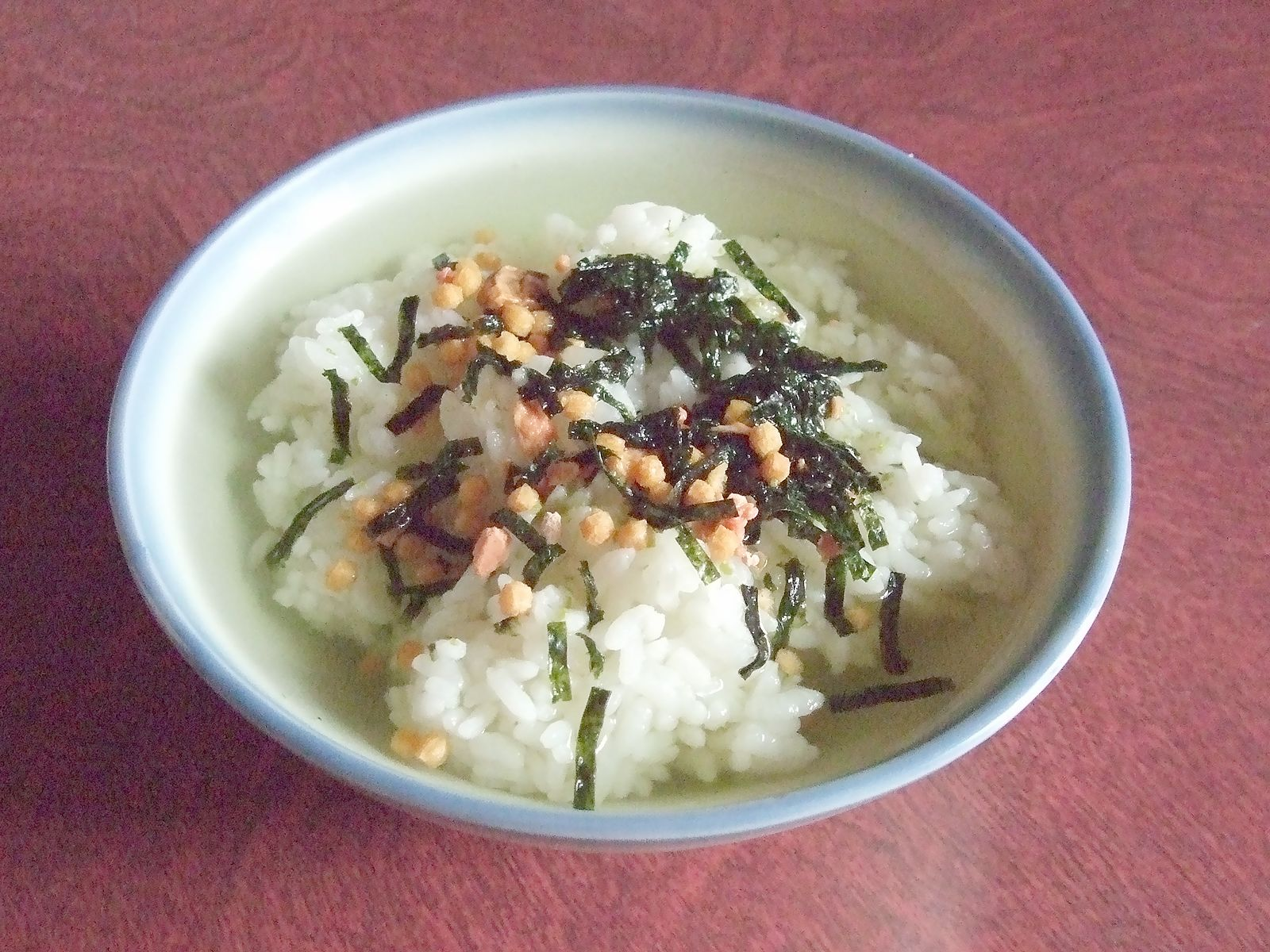
인스턴트 차즈케. 나가타니엔의 연어 오차즈케 봉지제품에 물을 부은 모습이다.

1952년 인스턴트 식품형 차즈케인 나가타니엔의 '오차즈케노리' (お茶づけ海苔)가 개발되어 시중에 처음 유통되었다. 이 제품은 건조 후레이크 (고명)과 차 (말차가루), 그리고 다시가루를 섞어 작은 봉지에 넣은 것으로, 밥 위에 뿌린 채 그대로 물을 부으면 차즈케가 되는 간편한 제품이다. 겉보기에는 녹차를 부은 것마냥 초록빛을 띄지만 다시국물이 섞여 있기 때문에 짠맛이 나며 반찬을 따로 준비할 필요가 없다.
후레이크는 노리(김)를 쓰는데 이는 건조제를 겸하기 위한 목적도 있다. 첫 출시 후 후레이크의 종류는 다양해졌으나 노리를 넣는 것만은 그대로 이어지고 있다. 나가타니엔 이외의 제조사로는 마루미야 식품, 시라코, 하마오토메, 마루하니치로 등이 있지만, 대부분의 제품은 나가타니엔 제품을 따라서 노리를 기본 재료로 삼은 경우가 많다.
좀 더 고급스러운 제품 중에서는 동결 건조법을 이용한 것도 있다. 또 모나카 껍질 속에 오차즈케 재료를 넣고 밥 위에 올린 뒤 그대로 물을 부으면 오차즈케가 되는 '오차즈케 모나카', 컵라면과 비슷하게 컵 안에 밥이 들어있어 물을 부으면 오차즈케가 되는 제품도 판매되고 있다. 이 같은 인스턴트 차즈케는 편의점과 슈퍼마켓의 간판 상품 중 하나이며, 업계 점유율 1위의 나가타니엔이 전체 유통량 중 약 80%를 차지하고 있다.

## 같이 보기
- 일본 요리

## 참고 문헌
- デリス・ド・キュイエール川上文代料理教室 (2009년 7월 13일). 《I Love お茶漬け 365》 증보개정판. 나쓰메샤. ISBN 978-4-8163-4732-0.
- 香西 みどり 『日本の米と食文化』 （比較日本学教育研究センター研究年報）
- 野瀬泰申 (2009년 9월 4일). “汁かけご飯（その2） ご飯入れる?・汁かける?トンネルのこだわり”. 《「食べ物新日本奇行」》. 니혼게이자이신문사. 2010년 5월 17일에 확인함.